# Dorothy Metcalf-Lindenburger
Dorothy Marie Metcalf-Lindenburger (Colorado Springs, Estados Unidos, 2 de mayo de 1975) es una profesora y astronauta estadounidense. Trabajó como profesora de ciencias en la Hudson's Bay High School, en Vancouver, Washington hasta que fue seleccionada en 2004 como educadora especialista en misiones. Fue la primera alumna del Space Camp en convertirse en astronauta y ha pasado 362 horas en el espacio.

## Biografía
Dorothy Metcalf-Lindenburger nació en Colorado springs, en el estado de Colorado, Estados Unidos. Estudió en la Fort Collins High School, en Fort Collins y realizó una licenciatura en Artes de Geología por el Whitman College, Washington, en 1997, donde se graduó con honores en su especialidad. Obtuvo su certificación como docente en 1999 por la Universidad Central de Washington.
Durante cinco años enseñó Ciencias de la Tierra y Astronomía en la Hudson's Bay High School de Vancouver.
Realizó una investigación de pregrado con el Consorcio KECK durante dos veranos: mapeo de las últimas glaciaciones de Russell Creek en Wyoming, en 1995 y mapeo y determinación de la petrología de las rocas en la región de Wet Mountain, Colorado en 1996. Ambos puestos de investigación dieron lugar a publicaciones. científicas.

## Carrera en la NASA

Insignia de la misión STS-131

Fue seleccionada por la NASA como especialista de misiones en mayo de 2004. En febrero de 2006, completó el entrenamiento para astronautas, que incluyó sesiones informativas científicas y técnicas, instrucción intensiva en el transbordador y sistemas de la Estación Espacial Internacional, entrenamiento fisiológico, entrenamiento de vuelo T-38 y entrenamiento de supervivencia en el agua y el desierto. La finalización de esta capacitación inicial la calificó para tareas técnicas dentro de la Oficina de Astronautas y la futura asignación de vuelos. Se desempeñó como líder de la rama de la sucursal de la oficina de astronautas para sistemas e interfaces de la tripulación. En 2010, ya era especialista de misión en el equipo de la misión STS-131 y registró más de 362 horas en el espacio.
Después de su vuelo espacial, trabajó como Cape Crusader para las últimas tres misiones de transbordadores. También apoyó a la sucursal de operaciones de la estación de la oficina de astronautas como líder de provisiones, manifiestos y barra de estiba.
En junio de 2012, comandó las Operaciones de la Misión de Medio Ambiente de la NASA (NEEMO) 16. En este hábitat submarino, la tripulación internacional de cuatro acuanautas y dos técnicos de hábitat realizaron caminatas espaciales simuladas para investigar las técnicas y herramientas que se pueden utilizar en un Asteroide Cercano a la Tierra (NEA). Además, operaron con un retraso de comunicación de 50 segundos y realizaron presentaciones educativas y videos en vivo.
Se retiró de la NASA el 13 de junio de 2014, para vivir y trabajar en el área de Seattle.

### Misión
La STS-131 Discovery, del 5 de abril al 20 de abril de 2010, fue una misión de reabastecimiento a la Estación Espacial Internacional. Fue lanzado por la noche desde el Centro Espacial Kennedy, Florida. Al llegar a la estación, la tripulación del Discovery dejó más de 12246.99 kilogramos de hardware, suministros y equipo, incluyendo un tanque lleno de refrigerante de amoniaco que requirió tres paseos espaciales para realizar conexiones, cuartos nuevos dormitorios para la tripulación y tres bastidores de experimentos. En el viaje de regreso, Leonardo, el Módulo de logística multipropósito (MPLM) dentro de la bahía de carga útil del Discovery, se llenó con más de 2721.554 kilogramos de hardware, resultados científicos y basura. La misión STS-131 se llevó a cabo en 15 días, 02 horas, 47 minutos y 10 segundos, realizando 238 órbitas alrededor de la tierra.